# Le dragueur
„Le Dragueur” – ósmy singel włoskiej wokalistki In-Grid, stworzony przez I. Alberini, F. Panzanini, M. Romano, E. Moratto, R. Persi, D. Rizzatti.
Singel w wersji digital download został wydany 17 kwietnia 2009 roku, a w wersji CD single 12 października 2009 roku. Utwór pochodzi z albumy „Passion”. 
8 sierpnia 2009 In-Grid wraz z „Le dragueur” zajęła 4 miejsce (na 15 możliwych) na Sopot Hit Festiwal 2009.

## Lista utworów
- Digital download EP

1. „Le dragueur” (Fedo Mora Radio Edit) - 3:12
2. „Le dragueur” (Fedo Mora Extended Mix) - 5:56
3. „Le Dragueur” (Fedo Mora Club Remix) - 6:39

- Singel CD EP

1. „Le dragueur” (Fedo Mora Radio Edit) - 3:12
2. „Le dragueur” (Fedo Mora Extended Mix) - 5:56
3. „Le dragueur” (DiskoMachine & MarcoJ Remix) - 7:02
4. „Le dragueur” (Fedo Mora Club Remix) - 6:39
5. „Le dragueur” (Fedo Mora Movie Mix - Chill Version) - 3:30

## Teledysk
Reżyserem teledysku został Lenone Balduzzi - twórca wideoklipu do „Tu es foutu". Film został nakręcony 8 października 2009 roku w Mediolanie.